# جون هنري باترسون
جون هنري باترسون (بالإنجليزية: John Henry Patterson)‏ هو ضابط أمريكي، ولد في 10 فبراير 1843 في Selkirk, New York ‏ في الولايات المتحدة، وتوفي في 5 أكتوبر 1920.